# Attilio Cantoni
Attilio Cantoni (* 2. Mai 1931 in Mandello del Lario; † 22. August 2017 in Lecco) war ein italienischer Ruderer, der 1956 Olympiavierter im Vierer ohne Steuermann war. Cantoni war 1954 und 1956 Europameister im Vierer ohne Steuermann sowie 1957 und 1958 Europameister mit dem Achter.

## Sportliche Karriere
Der 1,82 m große Cantoni ruderte für den betriebseigenen Sportverein von Moto Guzzi. 1954 gewannen Giuseppe Moioli, Giovanni Zucchi, Francesco Lazzari und Attilio Cantoni im Vierer den Titel bei den Europameisterschaften in Amsterdam. 1955 siegte der italienische Vierer bei den Mittelmeerspielen in Barcelona. Bei den Europameisterschaften 1956 in Bled siegten Moioli, Cantoni, Zucchi und Abbondio Marcelli vor den Ungarn und den Deutschen. Bei den Olympischen Spielen 1956 in Melbourne gewannen die Italiener ihren Vorlauf und belegten im Halbfinale den zweiten Platz hinter dem Boot aus den Vereinigten Staaten. Im Finale mit vier Booten siegten die Kanadier mit fast zehn Sekunden Vorsprung vor dem US-Boot. Zweieinhalb Sekunden dahinter gewannen die Franzosen Bronze mit anderthalb Sekunden Vorsprung auf die Italiener. Cantoni und Zucchi gehörten 1957 und 1958 zum italienischen Achter, der jeweils den Europameistertitel gewann.